# Capella de Sant Josep d'Onda
La capella de Sant Josep d'Onda és un edifici cantoner entre el Raval de Sant Josep i el carrer Recinte.

## Història
Aquesta capella fou construïda en 1742. Va tenir dos renovacions posteriors, en 1849, amb la col·locació del sòcol, i en 1887, amb el repintat de la cúpula. Enfront de l'altar estan soterrats Francisca Lleó (1798) i Tomás Almer (1802), els quals podrien haver sufragat l'obra.
És un Bé de Rellevància Local amb la categoria de Monument d'Interès Local per la Disposició Addicional Quinta de la Llei 5/2007, de 9 de febrer, de la Generalitat Valenciana, del Patrimoni Cultural Valencià.

## Arquitectura
Es tracta d'una capella de planta quadrada amb cúpula dividida en vuit segments i un presbiteri que allarga un tram amb capçalera recta coberta amb volta de quadrant d'esfera sobre petxines. La coberta de la cúpula és de teula vidriada a quatre aigües.
La façana principal, molt senzilla, consta d'una portada amb arc de llinda, i per damunt, un panell ceràmic del titular i una finestra. Rematada per un ràfec recte, en el centre superior es troba una espadanya amb frontó i pilastres.
En l'interior, el temple és d'ordre corinti, amb dues pilastres en cada cantó. L'entaulament presenta ornamentació d'elements vegetals d'escaiola. Les petxines de la cúpula estan adornades amb figures d'àngels i entrellaçats de cornises i elements vegetals, d'estil barroc. A destacar el sòcol de taulells en color blau i blanc, així com el paviment de l'altar.
En un altar lateral s'ubica la imatge de Jesús de Medinaceli, escultura adquirida l'any 1958 per Àngel Gimeno i què va processonar en la Setmana Santa d'Onda fins que fou substituïda per una de més moderna.